# Kabanga
Kabanga è una circoscrizione mista (mixed ward) della Tanzania situata nel distretto di Ngara, regione del Kagera. Conta una popolazione di 22 010 abitanti (censimento 2012).